# Eparchie šachtynská
Eparchie Šachty je eparchie ruské pravoslavné církve nacházející se v Rusku.

## Území a titul biskupa
Zahrnuje správní hranice území městského okruhu Gukovo, Doněck, Zvěrevo, Kamensk-Šachtinskij, Novošachtinsk a Šachty, také Bagajevského, Bokovského, Verchnědonského, Kamenského, Krasnosulinského, Kašarského, Millerovského, Oblivského, Okťabrského, Rodionovo-Něsvětajského, Sovětského, Tarasovského, Čertkovského a Šolochovského rajónu Rostovské oblasti.
Eparchiálnímu biskupovi náleží titul biskuo šachtynský a millerovský.

## Historie
Eparchie byla zřízena rozhodnutím Svatého synodu dne 27. července 2011 z části území rostovské eparchie.
Dne 6. října 2011 se šachtynská, rostovská a volgodonská eparchie staly součástí nově vzniklé donské metropole.

## Seznam biskupů
- 2011–2014 Ignatij (Děputatov)
- od 2014 Simon (Morozov)